# Nornickel
Nornickel (russisch Норникель Nornikel) ist ein russisches Bergbauunternehmen, das Nickel, Palladium, Platin, Kupfer, Silber, Gold, Kobalt und andere Buntmetalle fördert.

## Tätigkeit
Nornickel ist das größte Unternehmen der Buntmetallurgie Russlands, es gehört zu den zehn größten Privatunternehmen des Landes.
Nornickel befasst sich mit der Erkundung, Erschließung, Förderung, Aufbereitung und Verarbeitung der Bodenschätze, produziert und vertreibt Nichteisenmetalle und Edelmetalle in über drei Dutzend Ländern. Die Produktionsstätten befinden sich in Russland im Norilsker Industriegebiet, auf der Halbinsel Kola und in der Region Transbaikalien sowie in Finnland und in der Südafrikanischen Republik.
2019 betrug die Nickelproduktion 229.000 Tonnen, die Kupferproduktion 499.000 Tonnen, die Palladiumproduktion lag bei 2,9 Millionen Unzen und die Platinproduktion bei 0,7 Millionen Unzen. Damit ist Nornickel der weltweit größte Produzent von Nickel (Weltmarktanteil 14 %) und Palladium (41 %) sowie der drittgrößte Platinproduzent (10 %).
Nornickel produziert auch weitere Rohstoffe wie Rhodium, Kobalt, Kupfer, Silber, Gold, Iridium, Ruthenium, Selen, Tellur und Schwefel.
Der Umsatz des Unternehmens (nach IFRS) lag 2020 bei 15,5 Milliarden US-Dollar, der Nettogewinn betrug 3,6 Milliarden US-Dollar.

## Unternehmensstruktur
Nornickel vereint drei Hauptproduktionsstätten. Die erste ist die Zapoljarny-Filiale auf der Halbinsel Taimyr (in Norilsk, Talnach, Kajerkan und Dudinka). Der zweite Standort befindet sich auf der Halbinsel Kola (in Montschegorsk, Sapoljarny und Nickel). Der dritte Standort ist das Bergbau- und Aufbereitungswerk Bystrinskij.

### Beteiligung an Unternehmen
Bis 2006 war Nornickel Eigentümer von Polyus GAG, dem größten Goldproduzenten Russlands (20 % der Goldproduktion). Nach der Umstrukturierung wurden die Aktien der GAG auf das neugegründete Unternehmen Polyus Gold OAG übertragen. Die Aktien der OAG wurden unter den Aktionären von Norilsk Nickel im Verhältnis zu ihren Anteilen verteilt. Norilsk Nickel besitzt zudem 60,66 % der russischen Energiegesellschaft OGK-3.
Am 29. Juni 2007 gab Norilsk Nickel bekannt, 90 Prozent der Anteile an der kanadischen LionOre erworben zu haben. Mitte August 2007 kaufte das Unternehmen weitere 7,7 Prozent der Aktien von LionOre, somit besitzt es nun 97,7 Prozent der Anteile. Die restlichen 2,3 Prozent Anteile beabsichtigt Nornickel nach kanadischem Recht zwangsweise abzukaufen.
Nornickel hält durch LionOre 50 Prozent an einem gemeinsamen Projekt mit dem südafrikanischen Unternehmen ARM. Den Partnern gehört die Nickelmine Nkomati in Südafrika. 2006 wurden von Nkomati 396,9 Tausend Tonnen Erz und 4826 Tonnen Nickel sowie 2,8 Tausend Tonnen Kupfer und 22 Tausend Unzen Palladium produziert. 2019 beschlossen Nornickel und African Rainbow Minerals, das Projekt zu schließen. Im November 2021 verkaufte Nornickel die afrikanischen Vermögenswerte an die botswanischen Regierung und die staatlichen Gesellschaft BCL Group für den Verkauf der afrikanischen Vermögenswerte.

## Geschichte

Historische Logos
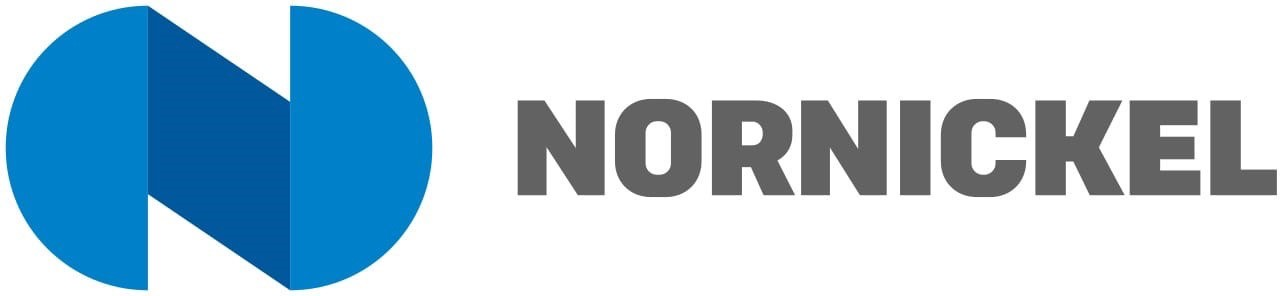

Die Kupfer- und Nickelvorkommen der Taimyrhalbinsel waren bereits seit dem 17. Jahrhundert bekannt, aber erst in den 1920ern begann der Bergbau in der Region Norilsk. Im Jahre 1919 wurden in der Nähe der zukünftigen Stadt Norilsk von der geologischen Expedition unter Leitung von Nikolaj Urwantsew und Alexandr Ssotnikow, die als Entdecker der Lagerstätten gelten, die ersten Erzproben genommen. 1923 wurde von Nikolaj Wysotskij das Vorhandensein von Platin im Erz nachgewiesen. Die Forschungen wurden bis 1934 fortgesetzt, als die detaillierte Erkundung der Lagerstätten Norilsk-1 und Norilsk-2 zur Genehmigung der ersten Erzreservenschätzung führte.
Die Regierung der UdSSR schuf am 23. Juni 1935 das Norilsker Kombinat (das Politbüro des Zentralkomitees der KPdSU (B) (Kommunistischen Partei der Sowjetunion (der Bolschewiken)) erließ ein Erlass über den Bau Norilsker Kombinats) und somit den Anfang des mittlerweile größten Bergbau- und Metallurgie-Unternehmens des Landes. 1939 begann die Produktion.
In den ersten beiden Jahrzehnten wurden Norilsk und das dortige Nickelkombinat fast ausschließlich von Gulag-Häftlingen gebaut und betrieben, die in dem von 1935 bis 1956 bestehenden Norilsker Besserungsarbeitslager (russische Kurzform: Noril-Lag) inhaftiert waren, darunter auch Nikolaj Urwantsew, der Entdecker dieser Lagerstätten. Die Insassenzahl dieses Lagers stieg bis zu Stalins Tod 1953 stetig an und erreichte in den frühen 1950er-Jahren etwa 70.000 bis 90.000 Personen. 270.000 Personen durchliefen insgesamt das Lager, 17.000 bis 18.000 starben in der Haftzeit.
Auch in der Oblast Murmansk auf der Kolahalbinsel entstanden Bergbaukombinate zur Förderung von Kupfer und Nickel – 1935 Seweronikel in Montschegorsk und 1940 Petschenganikel in Sapoljarny und Nikel.
In der ersten Hälfte der 1940er Jahre wurde die Produktion von Nickel, Kupfer, Kobalt und Platinmetallen aufgenommen. 1953 produzierte das Norilsker Kombinat 35 % Nickel, 12 % Kupfer, 30 % Kobalt und 90 % der Platinmetalle der Gesamtproduktion dieser Metalle in der Sowjetunion.
1960 wurde die weltweit größte Kupfer-Nickel-Sulfid-Erzlagerstätte, die Talnakhskoje-Lagerstätte entdeckt. 1965 entdeckte man die Lagerstätte Oktjabrskoje.
1981 wurde die Aufbereitungsanlage Talnakh in Betrieb genommen. 1979 nahm man Nadezhdinskij Hüttenwerk in Betrieb.
Am 4. November 1989 wurde vom Ministerrat der UdSSR eine Resolution über die Gründung „des staatlichen Konzerns zur Buntmetallproduktion ‚Norilsk Nickel‘“ erlassen. Mitglieder des Konzerns wurden das Norilsker Kombinat, die Kombinate Petchenganickel und Seweronickel, das Mechanische Werk Olenegorsk, das Krasnojarsker Buntmetallverarbeitungswerk und das Institut Gipronickel (Leningrad). Diese Unternehmen bildeten einen Konzern auf der Grundlage eines gemeinsamen technologischen Konzepts für die Verarbeitung von sulfidischen Kupfernickelerzen.
1993 wurde der Konzern „Norilsk Nickel“ per Dekret des Präsidenten der RF in eine Aktiengesellschaft für die Produktion von Nichteisen- und Edelmetallen umgewandelt (RAO „Norilskij Nickel“).
Im Jahr 1995 erhielt die Onexim-Bank von Vladimir Potanin bei einer sogenannten „Kautionsauktion“ 38 % des Stammkapitals des Konzerns (51 % der stimmberechtigten Aktien) für 170,1 Millionen US-Dollar.
2001 wurde das Unternehmen umstrukturiert, die Gesellschafter der Norilsk Nickel tauschten ihre Aktien gegen Aktien des GMK (Bergbaukombinat) Norilsk Nickel. Die Aktien des Unternehmens wurden erstmals an den Börsen RTS und MICEX gehandelt.
Im Jahr 2002 erwarb Norilsk Nickel die Gruppe Poljus und wurde somit zum größten Goldproduzenten Russlands mit einem Marktanteil von über 15 Prozent. Der gesamte Goldbergbau von Norilsk Nickel wurde auf die Gesellschaft Poljus übertragen. 2006 wurde Poljus in eine separate Aktiengesellschaft namens Poljus Soloto ausgegliedert.
Im Jahre 2006 erwarb GMK Norilsk Nickel eine Abbauberechtigung für die Masslowskoje-Lagerstätte. Die Lagerstättenvorräte wurden im September 2009 zur staatlichen Registrierung zugelassen.
2007 erhielt Norilsk Nickel den Zuschlag für ein Angebot über 6,3 Milliarden US-Dollar für das kanadische Unternehmen LionOre.
2009 wurde eine eigene Eisbrecherflotte gebildet.
2014 verkaufte das Unternehmen seine Beteiligungen an Gold- und Nickelvorkommen (Lake Johnston, Cawse, Avalon, Black Swan, Silver Swan) in Australien.
Seit 2014 entwickelt Norilsk Nickel das Kupfer-Gold-Eisen-Vorkommen Bystrinsky bei Tschita.
2016 erfolgte unter anderem aus ökologischen Gründen die Stilllegung des 1942 gebauten ältesten Nickelwerks des Unternehmens, das sich innerhalb der Stadtgrenzen befand. Die Kosten der sofortigen Stilllegung beliefen sich auf 11 Milliarden Rubel. Im selben Jahr änderte Norilsk Nickel seinen Namen in Nornickel, des Weiteren wurde ein neues Unternehmenslogo eingeführt.
2017 wird Nornickel Russlands einziger Nickelproduzent. Die Marke „Nornickel“ wurde zu dieser Zeit von Brand Finance auf einen Wert von 675 Millionen Dollar geschätzt. In der Transbaikal-Region wird ein neues Bergbau- und Aufbereitungskombinat mit einer Jahreskapazität von 10 Mio. Tonnen Erz in Betrieb genommen. Die Baukosten wurden auf 1,5 Milliarden US-Dollar veranschlagt. Nornickel gehört zu den Top 5 des World Wildlife Fund bei der Bewertung der Umweltverantwortung von Bergbauunternehmen Russlands.
2018 gründet Nornickel ein Joint Venture mit der Gesellschaft Russian Platinum unter dem Namen Arctic Palladium. Das Produktionsvolumen der Platingruppemetalle beträgt bis zu 100 Tonnen pro Jahr, was mit eigenen Produktionsmengen von Nornickel vergleichbar ist. Das Gemeinschaftsunternehmen umfasst die Lagerstätte Maslowskoje von GMK (Bergbau- und Metallurgiekombinat) sowie die Lagerstätte Tschernogorskoje und den südlichen Teil der Lagerstätte Norilsk-1 von Russian Platinum. Das Gemeinschaftsunternehmen wurde jedoch bereits 2020 aufgelöst, da das Projekt von Rusal blockiert wurde; daraufhin vereinbarten Russian Platinum und Nornickel eine operative Partnerschaft zur Erschließung der Lagerstätte Tschernogorskoje.
Ebenfalls 2018 kaufte Wladimir Potanins Interros einen Aktienanteil von 2,1 % an Nornickel von Roman Abramovich und erhöhte somit seinen Anteil auf 32,9 %. Im selben Jahr wurde die Hauptumbauphase des Flughafens Norilsk, der zu Nornickel gehört, mit dem Gesamtinvestitionsvolumen von über 12,5 Milliarden Rubel abgeschlossen, wovon 7,6 Milliarden aus dem föderalen Haushalt bereitgestellt wurden.
Im selben Jahr schloss Nornickel eine Vereinbarung mit BASF Deutschland über die Lieferung von Nickel und Kobalt an eine Fabrik zur Herstellung von Batterien für Elektro-Automobilen mit einer Jahreskapazität von 300.000 Fahrzeugen in Harjavalta, Finnland.
2019 verkaufte Roman Abramovich einen Aktienanteil von 1,7 % an Nornickel für 551 Millionen US-Dollar an einen breiten Kreis von Investoren, dabei konnten sich Rusal sowie die mit Rusal verbundene Parteien nicht an dem Kauf beteiligen. Im selben Jahr benannte Forbes GMK Norilskij Nickel als das russisch Unternehmen mit den höchsten Prämien für Top-Manager.
Am 29. Mai 2020 passierte ein Unfall im Fernheizkraftwerk TEZ-3, das der Norilsk-Taimyr Energiegesellschaft, einer Tochtergesellschaft von Nornickel, gehörte. Im August 2021 meldete das Ministerium für Notfallsituationen die vollständige Beseitigung des ausgelaufenen Kraftstoffs.
Ebenfalls im Jahr 2020 stellte Nornickel 10,5 Milliarden Rubel für die Bekämpfung der Coronavirus-Pandemie bereit und plante, weitere 10 Milliarden Rubel bereitzustellen. Im selben Jahr startete Nornickel ein Projekt zur Digitalisierung des Metallverkaufs. Es wurde berichtet, dass Nornickel an einer Handelsplattform für Schöpfung von Krypto-Tokens für den Handel mit Palladium arbeitet.
Anfang 2021 stellte Nornickel den Betrieb in zwei wichtigsten Bergwerken, Oktjabrski und Taimyrski, wegen ansteigenden Grundwassers teilweise ein.
Im Sommer 2021 gab Nornickel bekannt, eine Charge kohlenstoffneutralen Nickels (CO2-neutraler Nickel, CNN) hergestellt zu haben.

### Privatisierung
1994 wurden die Unternehmen der RAO Nornickel in Aktiengesellschaften umgewandelt. In Übereinstimmung mit dem Privatisierungsplan wurde ein Teil der RAO-Aktien auf das Arbeiterkollektiv übertragen, während ein anderer Teil auf Auktionen versteigert wurde. Mehr als 250.000 Menschen erwarben dadurch Norilsk-Nickel-Aktien.
Die Mehrheitsbeteiligung an der RAO im Besitz der Russischen Föderation wurde im November 1995 auktioniert. Dabei wurde die Onexim-Bank der Mehrheitsgesellschafter der RAO Nornickel.
Am 5. August 1997 wurde die staatliche Beteiligung an RAO Nornickel für 270 Millionen US-Dollar durch Swift GAG erworben, die als Vertreter der Interessen der Onexim-Bank-Gruppe fungierte. Zusätzliche Bedingung für den Erwerb waren die Finanzierung eines Investitionsprogrammes und Tilgung von Schulden.
1997 wurden die OAO Kola-Bergbaugesellschaft (Offene Aktiengesellschaft) und die OAO Norilsker Bergbaugesellschaft gegründet, um die Investitionsattraktivität der RAO-Unternehmen zu erhöhen und moderne Managementmodelle einzuführen.
In dem Buch „Über Fässer voller Honig und Löffel voller Teer“ von Juri Boldyrew, dem ehemaligen stellvertretenden Vorsitzenden der Rechnungskammer der Russischen Föderation, legt dieser dar, dass zum Zeitpunkt der Durchführung der Sicherheitenauktion (Kautionsversteigerung) Norilsk Nickel ein Monopolist auf dem Nickelmarkt (über 90 % der russischen Produktion) war und auf dem Kupfermarkt (über 60 %) über Erzreserven für 95 bis 100 Jahre verfügte, einen Jahresgewinn von 1,5 Milliarden USD erzielte und eine Produktionsrentabilität von über 70 % hatte. Daher läge der tatsächliche Wert wesentlich höher, als die 180 Mio. USD, für die das Unternehmen verkauft wurde. Darüber hinaus führt Boldyrew eine ganze Reihe von Hinweisen an, die auf den Scheincharakter der Geschäfte, die bei Kautions- und Kreditversteigerungen abgewickelt wurden (unter anderem in Bezug auf Norilsk Nickel), hinweisen, die die Regierung der Russischen Föderation 1995 durchführte, um die wertvollsten Staatsgüter unter Umgehung des Privatisierungsgesetzes zu privatisieren. In diesem Buch wird auch ein Schreiben der Rechnungskammer an die Generalstaatsanwaltschaft zitiert, vor Gericht zu klagen, um die Interessen der Russischen Föderation zu verteidigen und die Scheingeschäfte der Sicherheiten- und Kreditauktionen unverzüglich zu beenden. Der Generalstaatsanwalt hat dies jedoch nicht getan.
1997–2000 wurde die Rechtsmäßigkeit der Privatisierung von Norilsk Nickel von der Rechnungskammer geprüft. Aus dem Bericht über die Prüfungsergebnisse der Privatisierung des föderalen Aktienpakets von RAO Norilsk Nickel vom 9. Juni 2000 geht hervor, dass die Privatisierung in voller Übereinstimmung mit der russischen Gesetzgebung durchgeführt wurde. In dem Bericht wird auf die hohe Verschuldung von Norilsk Nickel zum damaligen Zeitpunkt sowie die hohen sozialen Verpflichtungen des Unternehmens hingewiesen. Zu ähnlichen Schlussfolgerungen kamen auch die Generalstaatsanwaltschaft und die Regierung der Russischen Föderation, die ebenfalls Prüfungen durchführten.
Später wurden von der Rechnungskammer zahlreiche Informationen veröffentlicht, aus denen hervorging, dass die Privatisierung des Staatseigentums gesetzwidrig gewesen war. Doch bereits im Jahr 2000 wurde von der Rechnungskammer ein neuer Bericht vorgelegt, der laut Boldyrew leicht durchschaubar war und auf eine Rehabilitierung der neuen Eigentümer von Norilsk Nickel unter der Leitung von Oleg Potanin abzielte. Nichtsdestotrotz wurde der Bericht vom Kollegium gebilligt, wobei Boldyrew eine abweichende Meinung veröffentlichte.
Eine ähnliche Version wie die von Boldyrew bezüglich des Übergangs von Norilsk Nickel vom Staatseigentum an die Onexim-Bank wird im Buch von David Hoffmanns „The Oligarchs“ (Oligarchen) dargelegt.

### Einstieg von Rusal als Teilhaber und Gesellschafterkonflikt
Im April 2008 verkaufte Michail Prochorow, der neben Wladimir Potanin der größte Miteigentümer des Unternehmens war, seinen Anteil von 25 % plus 1 Aktie an das von Oleg Deripaska kontrollierte weltgrößte Aluminiumunternehmen „Russisches Aluminium“ („Rusal“). Prochorow bekam 14 % von „Russisches Aluminium“ in Form von Aktien und ca. 5 Milliarden Dollar in bar. Der neue Gesellschafter versuchte, einen Unternehmenszusammenschluss zu erreichen. Weitere Handlungen der Gesellschafter führten jedoch zu einem korporativen Konflikt. Nornickel erwarb selbst 17,3 % seiner Aktien und stimmte damit im Sinne der Unternehmungsleitung.
Im Verlauf dieses Konflikts unterbreitete Interros Rusal ein Angebot zum Kauf seiner Anteile für 9 Milliarden USD während Nornickel Rusal ein Angebot zum Kauf von 25 % seiner Aktien für 12 Mrd. USD und 20 % vom BMK für 12,8 Mrd. USD machte. Alle Angebote wurden abgelehnt. Im August 2011 bot Nornickel Rusal erneut an, sein Aktienpaket zu kaufen, diesmal für 8,75 Mrd. USD. Im Frühling 2011 machten die Geschäftsleute Viktor Wechselberg und Leonid Blavatninik ihrerseits ein Angebot, Anteile an dem Unternehmen zu übernehmen. Das Angebot wurde auf 19,2 Mrd. USD geschätzt, auch dieses wurde abgelehnt.
Anfang Dezember 2012 bestellten die Parteien Roman Abramowitsch als Vermittler. Deripaska, Potanin und Abramowitsch unterzeichneten ein neues Gesellschafterabkommen, laut dem anstatt Strzhalkowski Wladimir Potanin selbst Vorstandsvorsitzender werden sollte und die 16,9 % der Aktien, die die Gesellschaft selber hielt, eingezogen werden sollten. Ein Teil der Aktien wurde an Abramowitsch verkauft. Darüber hinaus einigten sich die Parteien darauf, alle Streitigkeiten zu beenden und einen neuen Vorstand mit einer Aktionärenvertretung auf paritätischer Grundlage zu wählen.

## Eigentümer
Die Struktur des Aktienkapitals mit dem Stand zum 14. Oktober 2021 nach offiziellen Angaben:
- Interros Limited (Wladimir Potanin) – 35,95 %
- MKPAO EN+ Grup (Mutterkonzern von Rusal) – 26,25 %
- Sonstige Aktienbesitzer – 37,3 %
- Eigene Aktien – 0,5 %

Die Marktkapitalisierung des Unternehmens an der Moskauer Börse betrug im September 2021 3,7 Billionen Rubel.

## Aktuelle Projekte
Das Schwefel-Projekt ist mit 3,5 Mrd. USD das größte Umweltprojekt von Nornickel. Ziel des Projekts ist es, die Schwefeldioxid-Emissionen bis 2025 auf ein Zehntel zu reduzieren, bis 2030 auf ein Zwanzigstel. Im Rahmen des Projekts sollen auf der Halbinsel Kola eine Schmelzhütte und in Montschegorsk eine metallurgische Fabrik geschlossen, das Kupferwerk modernisiert und die Produktion mit Schwefeldioxidentsorgungsanlagen ausgestattet werden. Nach Aussage eines Sprechers von Nornickel werde das Unternehmen das Schwefelprojekt selbst nach einer Geldstrafe in Höhe von 147,7 Mrd. Rubel aufgrund von Dieselkraftstoffabflusses im Jahr 2020 nicht aufgeben.
Nornickel plant, die Treibgasemissionen bis zum Jahr 2030 bei einer geplanten Produktionssteigerung von 30 % unter den derzeitigen 10 Mio. Tonnen zu halten.
Im März 2020 wurde ein Kooperationsvertrag mit dem kohlenstofffreien Energieversorger Fortum und dem Chemiekonzern BASF zum Batterierecycling unterzeichnet. Es ist geplant, durch die Verwendung von Metallen aus Altbatterien die Emissionen von Kohlendioxid bei der Herstellung von Batterien für Batteriefahrzeuge zu reduzieren.
Im Oktober 2021 wurde die Entscheidung getroffen, eine neue Siedlung für die Tuchard-Einwohner zu bauen, zu diesem Zweck startete Nornickel eine Initiative, um die Zustimmung der Bewohner zu gewinnen.
Im November 2021 wurde vom Schiedsgericht der Region Krasnojarsk einer Klage des westsibirischen Transportstaatsanwalts bezüglich der Beitreibung von 30 Anlegestellen aus dem Besitz von Norilsk Nickel stattgegeben. Gegenstand der Klage waren die Anlegestellen des Seehafens Dudinka, die sich vor der Privatisierung in der Nutzung durch Norilsk Nickel befanden und nach Ansicht der Staatsanwaltschaft nicht zum zu privatisierenden Eigentum des Konzerns gehörten.

## Unterstützung von Kultur und Sport
Nornickel ist Treuhänder des Multimedia Art Museums und ein Sponsor der Festspiele der indigenen Völker des Nordens „Großer Argisch“.
2020 eröffnete das Unternehmen die Aika-Sportarena in Norilsk und 2021 die Tula-Arena.
Im Jahr 2021 schloss Nornickel eine Partnerschaft mit dem Weltschachverband FIDE zur Förderung des Kinder- und Jugendschachs und gab eine Sponsoringvereinbarung mit dem Schachgroßmeister Jan Nepomnjaschtschi bekannt.

## Industrieunfälle
Von 1999 bis 2019 kamen bei Arbeitsunfällen insgesamt 19 Bergleute und Ingenieure ums Leben.
Am 29. Mai 2020 liefen in einem Wärmekraftwerk der Norilsk-Taimyr Energiegesellschaft (NTEK), die wiederum zur Norilsk Nickel Group gehört, 21.000 Tonnen Dieselkraftstoff aus. Die Zeitung Kommersant bezeichnete den Vorfall als den größten in der russischen Arktis. Wladimir Putin hat den föderalen Notstand ausgerufen. Nach Angaben von Rostechnadzor wurde der Unfall durch Fehler bei der Auslegung und der Konstruktion der Treibstofftankspfähle verursacht. Es wurden Strafverfahren gegen Mitarbeiter des Kraftwerks und den Bürgermeister vom Norilsk eingeleitet (letzterer wurde später zu einer Gefängnisstrafe verurteilt). Vorsitzender des Verbands der indigenen Völker von Taimyr, Region Krasnojarsk Grigorij Diukarew richtete ein offizielles Schreiben an den Präsidenten der Russischen Föderation W. W. Putin mit Informationen über die von Nornickel verursachte Umweltverschmutzung. Die russische Umweltaufsichtsbehörde Rosprirodnadzor schätzte den verursachten Umweltschaden auf 147,7 Mrd. Rubel. Nornickel selbst schätzte den durch den ausgelaufenen Kraftstoff verursachten Schaden auf lediglich 21,4 Mrd. Rubel und kündigte einen dreijährigen Sanierungsplan an. WNIRO (allrusisches wissenschaftliches Forschungsinstitut für Fischwirtschaft und Tiefseekunde) schätzte die Kosten für die Wiederherstellung der aquatischen biologischen Ressourcen auf 40 Milliarden Rubel. Greenpeace schätzt den Schaden auf 6 Mrd. Rubel. Experten schätzen den Schaden für die indigenen Völker des Nordens auf 170 Millionen Rubel – nach Angaben von Sergej Sisonenko, stellvertretender Sprecher der Duma von Taimyr und Mitglied der Kommission, von der die Bewertung durchgeführt wurde, leben in dem betroffenen Gebiet ca. 700 Mitglieder von Gemeinden und Haushalten kleiner indigener Völker. Bis September 2020 hatte Nornickel 11,5 Mrd. Rubel für die Beseitigung der Notfallfolgen ausgegeben. Im August 2021 meldete das Ministerium für Notfallsituationen die vollständige Beseitigung des ausgelaufenen Kraftstoffs.
Am 28. Juni 2020 führte ein illegales Abpumpen von Flüssigkeit in die Tundrazone aus einer Abraumhalde in der Anlage von Nornickel zu einem Auslaufen. Greenpeace Russland hat zusammen mit der Zeitung Nowaja gaseta und einem ehemaligen Mitarbeiter von Rospotrebnadzor, Wassilij Riabinin, die Entladung des Inhalts der Absetzanlage aufgezeichnet. Die Flüssigkeit wurde aus dem Endlager abgepumpt und in die Tundra geschüttet. Die giftigen Abfälle flossen in den Fluss Kharaelach, der in den Piassino-See mündet.
Am 12. Juli 2020 traten in der Region Krasnojarsk in der Nähe der Siedlung Tuchard 44,5 Tonnen Flugbenzin aus, weil eine Rohrleitung von Norilsktransgas beschädigt wurde.
Am 1. Mai 2021 gab das Unternehmen den Rücktritt von Sergej Djatschenko, des ersten Stellvertretenden Präsidenten und operativen Direktor, nach mehreren Unfällen in seinen Industrieanlagen bekannt.

## Externe Bewertungen
Die Zeitschrift Forbes benannte Nornickel 2019 auf der Liste der weltweit besten Arbeitgeber auf Platz 36, womit es dort das bestplatzierte russische Unternehmen war (damals beschäftigte es über 75.000 Angestellte). 2020 wurde es nicht mehr gelistet. 2021 hat Forbes das Unternehmen in die Top-10 der größten russischen privaten Arbeitgeber aufgenommen.
2021 stieg Nornickel zum ersten Mal in die Top 10 der Rangliste der größten Unternehmen Russlands RBK 500.